# Temporada 1993-94 de los Minnesota Timberwolves
La temporada 1993-94 fue la quinta de los Minnesota Timberwolves en la NBA. La temporada regular acabó con 20 victorias y 62 derrotas, ocupando el duodécimo puesto de la conferencia Oeste, no logrando clasificarse para los playoffs.

## Elecciones en elDraft
| Ronda | Puesto | Jugador       | Posición | Nacionalidad   | Universidad           |
| ----- | ------ | ------------- | -------- | -------------- | --------------------- |
| 1     | 5      | Isaiah Rider  | Escolta  | Estados Unidos | UNLV                  |
| 2     | 29     | Sherron Mills | Alero    | Estados Unidos | Virginia Commonwealth |

## Temporada regular
| División Medio Oeste   | División Medio Oeste | División Medio Oeste | División Medio Oeste | División Medio Oeste | División Medio Oeste | División Medio Oeste | División Medio Oeste | División Medio Oeste |
| Equipo                 | G                    | P                    | %                    | PD                   | Casa                 | Fuera                | Div                  |                      |
| ---------------------- | -------------------- | -------------------- | -------------------- | -------------------- | -------------------- | -------------------- | -------------------- | -------------------- |
| y-Houston Rockets      | 58                   | 24                   | .707                 | —                    | 35–6                 | 23–18                | 15–11                |                      |
| x-San Antonio Spurs    | 55                   | 27                   | .671                 | 3                    | 32–9                 | 23–18                | 16–10                |                      |
| x-Utah Jazz            | 53                   | 29                   | .646                 | 5                    | 33–8                 | 20–21                | 21–5                 |                      |
| x-Denver Nuggets       | 42                   | 40                   | .512                 | 16                   | 28–13                | 14–27                | 14–12                |                      |
| Minnesota Timberwolves | 20                   | 62                   | .244                 | 38                   | 13–28                | 7–34                 | 5–21                 |                      |
| Dallas Mavericks       | 13                   | 69                   | .159                 | 45                   | 6–35                 | 7–34                 | 7–19                 |                      |

## Estadísticas

### Temporada regular
| Rk | Jugador            | Edad | P  | PT | MP   | TC  | TCI  | %TC  | T3  | T3I | %T3  | TL  | TLI | %TL   | RO  | RD  | RT  | AS  | RB  | TAP | BP  | FP  | PTS  |
| -- | ------------------ | ---- | -- | -- | ---- | --- | ---- | ---- | --- | --- | ---- | --- | --- | ----- | --- | --- | --- | --- | --- | --- | --- | --- | ---- |
| 1  | Christian Laettner | 24   | 70 | 67 | 34.7 | 5.7 | 12.6 | .448 | 0.1 | 0.4 | .240 | 5.4 | 6.8 | .783  | 2.3 | 6.3 | 8.6 | 4.4 | 1.2 | 1.2 | 3.7 | 3.8 | 16.8 |
| 2  | Micheal Williams   | 27   | 71 | 66 | 31.1 | 4.4 | 9.7  | .457 | 0.1 | 0.6 | .222 | 4.7 | 5.6 | .839  | 0.9 | 2.2 | 3.1 | 7.2 | 1.7 | 0.3 | 2.9 | 2.7 | 13.7 |
| 3  | Isaiah Rider       | 22   | 79 | 60 | 30.6 | 6.6 | 14.1 | .468 | 0.7 | 1.9 | .360 | 2.7 | 3.4 | .811  | 1.5 | 2.5 | 4.0 | 2.6 | 0.7 | 0.4 | 2.8 | 2.5 | 16.6 |
| 4  | Doug West          | 26   | 72 | 61 | 30.3 | 6.0 | 12.4 | .487 | 0.0 | 0.1 | .125 | 2.6 | 3.2 | .810  | 0.8 | 2.4 | 3.2 | 2.4 | 0.9 | 0.3 | 1.9 | 3.3 | 14.7 |
| 5  | Stacey King        | 27   | 18 | 15 | 28.7 | 4.3 | 9.4  | .459 | 0.0 | 0.0 |      | 3.2 | 4.6 | .687  | 2.2 | 3.8 | 6.1 | 1.1 | 0.7 | 1.7 | 2.2 | 3.2 | 11.8 |
| 6  | Chuck Person       | 29   | 77 | 37 | 26.4 | 4.6 | 10.9 | .422 | 1.3 | 3.5 | .368 | 1.1 | 1.4 | .759  | 0.7 | 2.6 | 3.3 | 2.4 | 0.6 | 0.2 | 1.6 | 2.1 | 11.6 |
| 7  | Mike Brown         | 30   | 82 | 40 | 23.4 | 1.4 | 3.2  | .427 | 0.0 | 0.0 | .000 | 0.9 | 1.4 | .653  | 1.5 | 4.0 | 5.5 | 0.9 | 0.6 | 0.4 | 0.9 | 2.7 | 3.6  |
| 8  | Luc Longley        | 25   | 49 | 29 | 20.2 | 2.7 | 5.9  | .464 | 0.0 | 0.0 | .000 | 1.1 | 1.6 | .700  | 1.8 | 4.2 | 6.0 | 0.9 | 0.7 | 1.2 | 1.6 | 2.7 | 6.6  |
| 9  | Chris Smith        | 23   | 80 | 16 | 20.2 | 2.3 | 5.3  | .435 | 0.1 | 0.5 | .256 | 1.2 | 1.8 | .674  | 0.2 | 1.3 | 1.5 | 3.6 | 0.5 | 0.2 | 1.3 | 1.6 | 5.9  |
| 10 | Thurl Bailey       | 32   | 79 | 3  | 16.4 | 2.9 | 5.8  | .510 | 0.0 | 0.0 | .000 | 1.5 | 1.9 | .799  | 0.8 | 1.9 | 2.7 | 0.7 | 0.3 | 0.7 | 0.7 | 1.2 | 7.4  |
| 11 | Tellis Frank       | 28   | 67 | 11 | 14.3 | 1.0 | 2.4  | .419 | 0.0 | 0.0 | .000 | 0.8 | 1.1 | .711  | 1.2 | 2.0 | 3.3 | 0.9 | 0.5 | 0.5 | 0.7 | 2.4 | 2.8  |
| 12 | Corey Williams     | 23   | 4  | 0  | 11.5 | 1.3 | 3.3  | .385 | 0.0 | 0.3 | .000 | 0.3 | 0.3 | 1.000 | 0.3 | 1.3 | 1.5 | 1.5 | 0.5 | 0.0 | 0.5 | 1.5 | 2.8  |
| 13 | Marlon Maxey       | 24   | 55 | 2  | 11.4 | 1.6 | 3.0  | .533 | 0.0 | 0.0 | .000 | 1.3 | 1.8 | .714  | 1.4 | 2.3 | 3.6 | 0.2 | 0.3 | 0.6 | 0.7 | 2.1 | 4.5  |
| 14 | Andrés Guibert     | 25   | 5  | 0  | 6.6  | 1.2 | 4.0  | .300 | 0.0 | 0.0 |      | 0.6 | 1.2 | .500  | 2.0 | 1.2 | 3.2 | 0.4 | 0.0 | 0.2 | 1.2 | 1.2 | 3.0  |
| 15 | Brian Davis        | 23   | 68 | 3  | 5.5  | 0.6 | 1.9  | .317 | 0.0 | 0.0 | .333 | 0.7 | 1.0 | .735  | 0.3 | 0.5 | 0.8 | 0.3 | 0.2 | 0.1 | 0.3 | 0.5 | 1.9  |
| 16 | Stanley Jackson    | 23   | 17 | 0  | 5.4  | 1.0 | 1.9  | .515 | 0.1 | 0.3 | .200 | 0.2 | 0.2 | 1.000 | 0.7 | 0.9 | 1.6 | 0.9 | 0.3 | 0.0 | 0.6 | 0.8 | 2.2  |

## Galardones y récords
| Jugador      | Galardón                            |
| Isaiah Rider | Mejor quinteto de rookies de la NBA |